# Madame Firmiani (personnage)
Madame Firmiani est un personnage de  La Comédie humaine d'Honoré de Balzac. Elle est le personnage principal du roman Madame Firmiani.

## Biographie
Née de Cadignan, nièce du vieux prince de Cadignan, cousine de Diane de Maufrigneuse, elle épouse en 1813, à l'âge de seize ans, M. Firmiani, receveur général dans le département de Montenotte.
Veuve en 1822, elle épouse vers 1825 Octave de Camps : son premier mari engagé en Grèce y est mort. Malheureusement, l'absence de documents officiels retarde la régularisation de sa situation conjugale et patrimoniale.
En 1834, elle prend la défense de l'épouse de Félix de Vandenesse, Marie-Angélique, qu'elle conseille sagement dans Une fille d'Ève.
Elle apparaît aussi brièvement dans La Femme de trente ans où elle présente Charles de Vandenesse à Julie d'Aiglemont.

## Autres apparitions
Madame Firmiani apparaît aussi dans :
- Les Employés ou la Femme supérieure
- Le Député d'Arcis

Texte sur Wikisource